# قطعنامه ۱۳۳۷ شورای امنیت
قطعنامه ۱۳۳۷ شورای امنیت سازمان ملل متحد که در تاریخ ۳۰ ژانویه ۲۰۰۱ تصویب شد، سندی بین‌المللی دربارهٔ بررسی وضعیت خاورمیانه است. این قطعنامه طی نشست ۴۲۶۷ام با ۱۵ رای موافق، ۰ مخالف و ۰ ممتنع تصویب شد.